# 曺圭琬
曺 圭琬（チョ・ギュワン、朝鮮語: 조규완、1916年1月26日 - 2008年3月21日）は、日本統治時代の朝鮮の独立運動家、大韓民国の政治家。第5代韓国国会議員。
本貫は昌寧曺氏。キリスト教徒。曺 圭腕（読み、ハングル同）とも表記される。

## 経歴
日本統治時代の全羅北道益山郡出身。全州高等普通学校（現・全州高等学校）中退または卒業。光州学生運動の関係により、全州刑務所で8ヶ月間服役した。その後は面長、農場管理者を務めた。光復後は大韓青年団益山郡団長、護国青年団益山郡団長、民主党益山郡党副委員長・益山郡甲委員長・全羅北道党組織部長、第5代国会議員、国会農林委員、新民党中央党指導委員などを務めた。